# Lernaeocera abyssicola
Lernaeocera abyssicola is een eenoogkreeftjessoort uit de familie van de Pennellidae. De wetenschappelijke naam van de soort is voor het eerst geldig gepubliceerd in 1883 door Brady.